# Komkor
Komkor (cirillico: комкор) abbreviazione di Komandir korpusa, in russo командир корпуса?, cioè "comandante di corpo", è stato un grado militare dell'Armata Rossa fino alla fine degli anni trenta.
Il ruolo era quello di un Generale di Corpo dell'esercito e il grado è stato in vigore dal 1935 al 1940. Il grado corrispondente nella Marina Sovietica era quello di Ufficiale di bandiera di 1° rango poi sostituito a partire dal 1940 dal grado di viceammiraglio.
Nel periodo tra il 1937 e il 1940 nel Direttorato principale per la sicurezza di Stato corrispondeva al Commissario per la Sicurezza dello Stato di 3º Rango.

## Storia
Il grado venne introdotto dal Comitato esecutivo centrale dell'Unione Sovietica e dal Consiglio dei commissari del popolo il 22 settembre 1935. Tra il 1937 e il 1940 il grado venne rinominato Commissario di Divisione (russo: Дивизионный комиссар; traslitterato: divizionnyj komissar). Con la reintroduzione dei gradi militari nel 1940 il grado venne abolito e sostituito dal grado di Tenente generale.
La scala gerarchica era la seguente:
- Comando a livello di Brigata X: Kombrig (Brigadiere)
- Comando a livello di Divisione XX: Komdiv (Comandante di Divisione)
- Comando a livello di Corpo XXX: Komkor (Comandante di Corpo)
- Comando a livello d'Armata XXXX: Komandarm 2º rango (Comandante d'armata di 2 rango – Comandante d'armata)
- Comando a livello di Gruppo d'armate, Fronte XXXXX: Komandarm 1º rango (Comandante d'armata di 1° rango – Comandante di Fronte)
- Maresciallo dell'Unione Sovietica

## Distintivi di grado

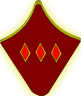
Mostrina per colletto del cappotto
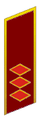
Mostrina per colletto della camicia
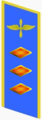
... Aviazione
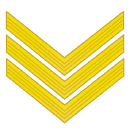
distintivo da manica